# Comprensorio archeologico di Minturnae
Il Parco archeologico di Minturnae è un sito archeologico romano che si trova a Minturno, sulla costa meridionale del Lazio.

## Storia
Il Parco archeologico racchiude le spoglie dell'antica città-porto di Minturnae.
La città fu distrutta dai Romani nel 314 a.C. durante la seconda guerra sannitica, combattuta dalle città aurunche accanto ai Sanniti.
Vista la posizione favorevole ai commerci e al controllo della via d'acqua, i Romani ricostruirono la città facendone una colonia nel 295 a.C..
La città romana è stata teatro della fuga di Caio Mario, inseguito dai sicari di Silla, come raccontato da Plutarco.
Nell'alto medioevo, Minturnae venne nuovamente distrutta, probabilmente dai Longobardi tra il 580 e il 590. 
Dal sito archeologico in passato sono stati sottratti reperti, in particolare 158 sculture dal maresciallo Laval Nugent, comandante dell'esercito borbonico, nel 1820. A seguito di ciò molte opere sono approdate all'estero.

## Localizzazione
Il parco archeologico si trova nel comune di Minturno (LT) al chilometro 156 della Via Appia, in prossimità della foce, sulla sponda destra del fiume Garigliano.

## Archeologia
Il Comprensorio archeologico racchiude, oggi, gran parte dei resti; si possono ammirare:
- Il Teatro Romano, costruito verso il I secolo d.C. Diviso nei tre settori caratteristici (scaena, orchestra, cavea), accoglieva oltre 4000 spettatori. D'estate, dal 1960, l'antica struttura ospita rappresentazioni teatrali e spettacoli musicali. Negli spazi sottostanti alla càvea è situato il Museo che accoglie statue acefale, sculture, ex voto, epigrafi, monete (ripescate nel vicino fiume) e numerosi reperti, rinvenuti nel secolo scorso a Minturnae, nel centro urbano di Scauri (l'antica Pirae) e nella zona di Castelforte.
- Un tratto originale della via Appia (Decumanus Maximus), costruito in blocchi di lava basaltica.
- I resti del Foro Repubblicano (II secolo a.C.), del Capitolium (dedicato a Giove, Giunone e Minerva), del Foro Imperiale, del Macellum (mercato), delle Tabernae, del complesso termale (II secolo d.C.).

Nei pressi del comprensorio il moderno tracciato dell'Appia si interseca con le numerose ed imponenti arcate dell’Acquedotto Romano, un tempo lungo circa 11 chilometri, nonché è possibile ammirare il "Ponte pensile" sul Garigliano, con tiraggi a catene di ferro, il primo realizzato in Italia con tale tecnica. Tale ponte fu progettato dall'ingegnere Luigi Giura ed inaugurato nel 1832 dal re Ferdinando II delle Due Sicilie. Adiacente al comprensorio sorge anche il vasto Cimitero di guerra di Minturno e che accoglie 2049 caduti durante Seconda guerra mondiale dell'Impero britannico.
A ridosso della foce si trovano, infine, le rovine di un antico luogo sacro, il Tempio della ninfa Marica, divinità delle acque.
L'area degli scavi e l'antiquarium entrambi di proprietà dello Stato Italiano, otre che sito archeologico sono teatro anche di eventi museali, musicali ed artistici. 
Testimonianze provenienti da Minturnae sono custodite, tuttora, presso i musei archeologici di Zagabria in Croazia, di Filadelfia negli Stati Uniti d'America e in quello di Napoli. Nei pressi delle rive del Liri-Garigliano è stata ritrovata la Statua di Traiano da Minturno, poi utilizzata per realizzare repliche da collocare a Roma, Ancona, Benevento, Londra.
Nel 2015 il parco archeologico ha fatto registrare 9.199 visitatori che sono diventati circa 15.000 nel 2022 e quasi 20.000 nel 2023.
Dal 2021 è direttore del Comprensorio Archeologico e Antiquarium di Minturnae l'architetto Marco Musmeci.
In applicazione del decreto ministeriale del Ministero della Cultura del 27 novembre 2021 n. 380, il luogo della cultura ha assunto la denominazione di "Comprensorio archeologico e Antiquarium di Minturnae e Ponte Real Ferdinando - Minturno (Latina)". 
In applicazione del decreto ministeriale del Ministero della Cultura del 9 febbraio 2024 n. 53, il luogo della cultura ha assunto la nuova denominazione di "Parco archeologico di Minturnae e Ponte Real Ferdinando - Minturno (Latina)".